# Fritz Mayer (Architekt)

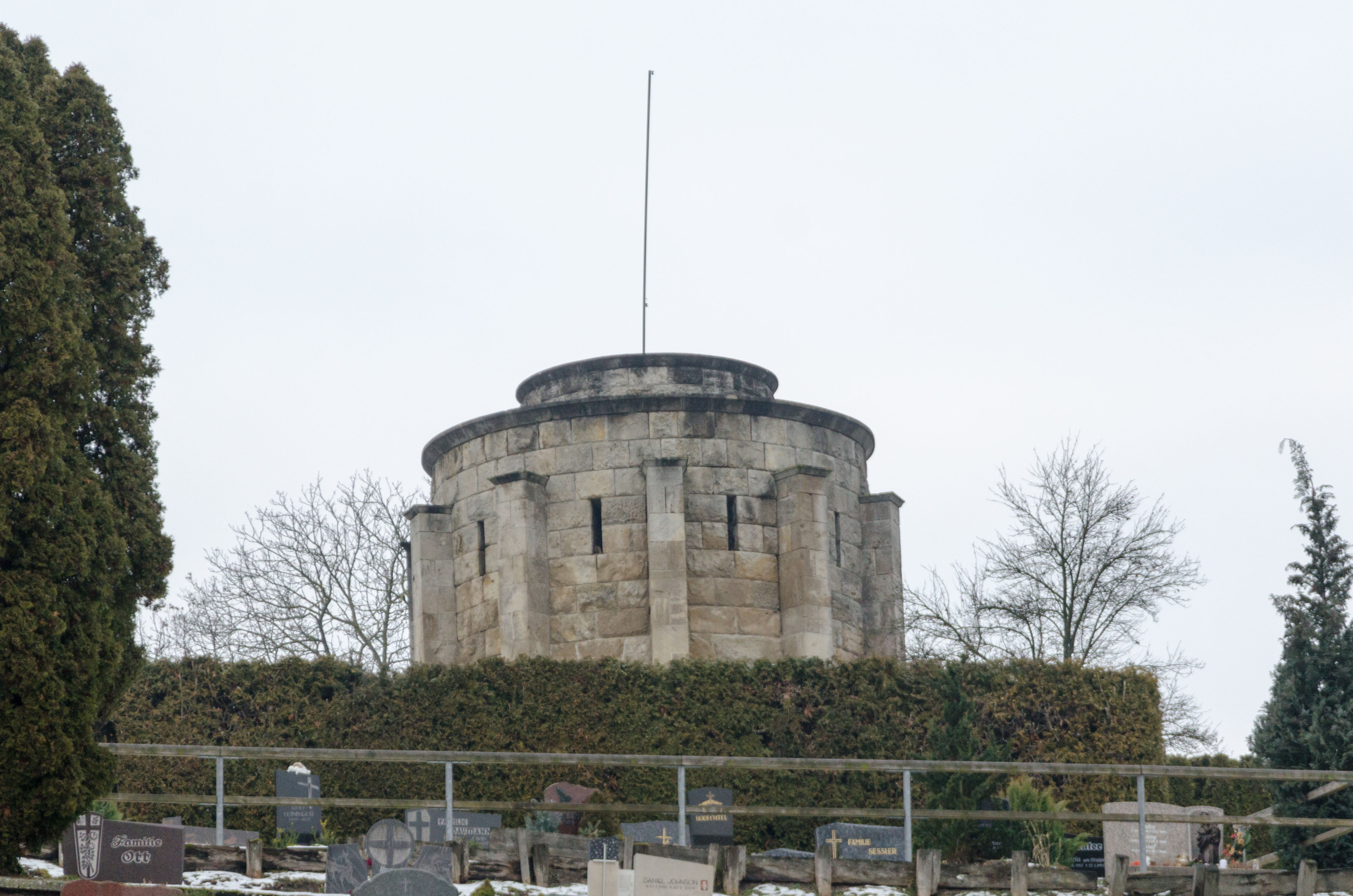
Kriegerdenkmal Burgbernheim (1925)

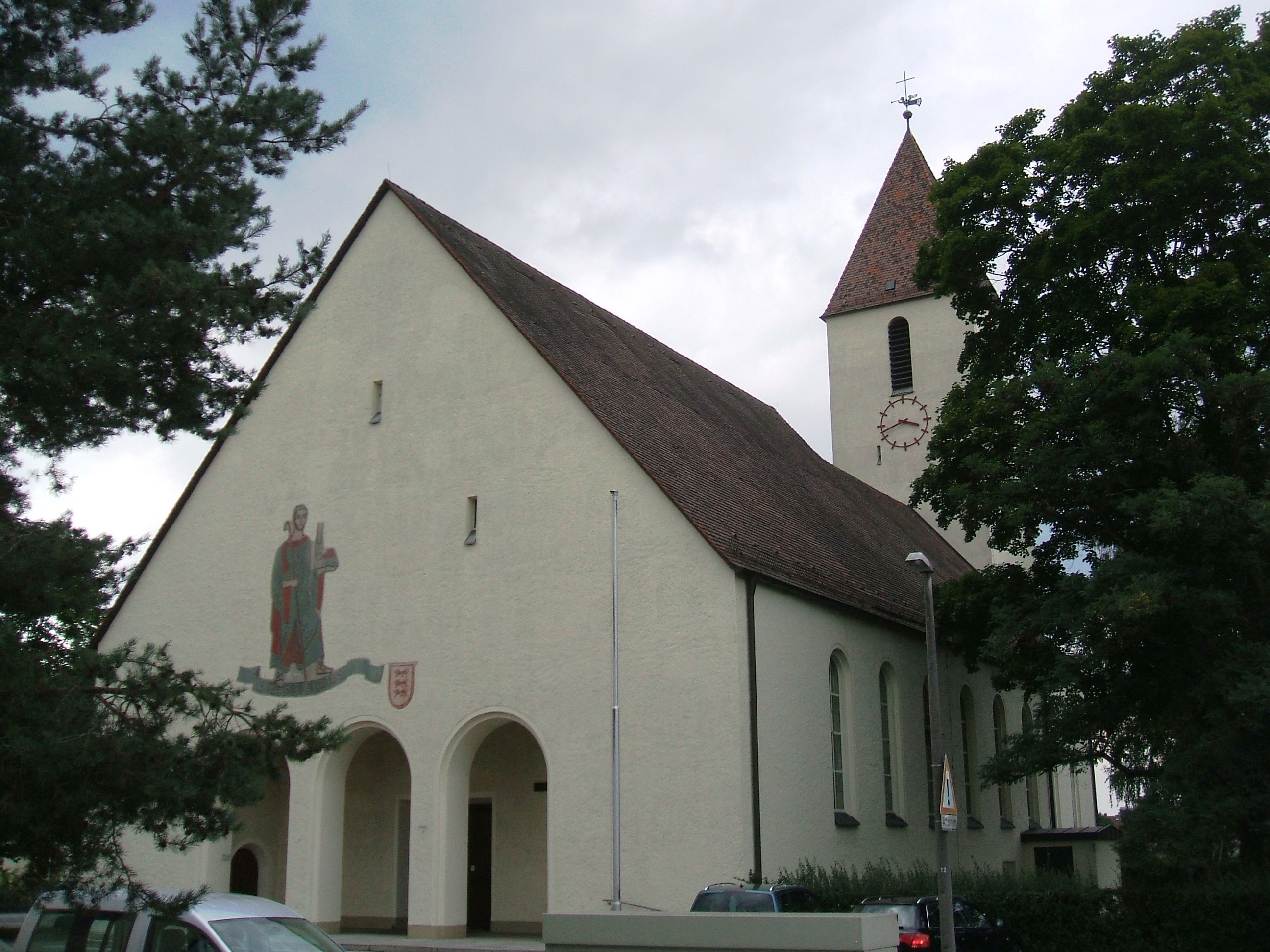
Pfarrkirche St. Sebaldus (1935)

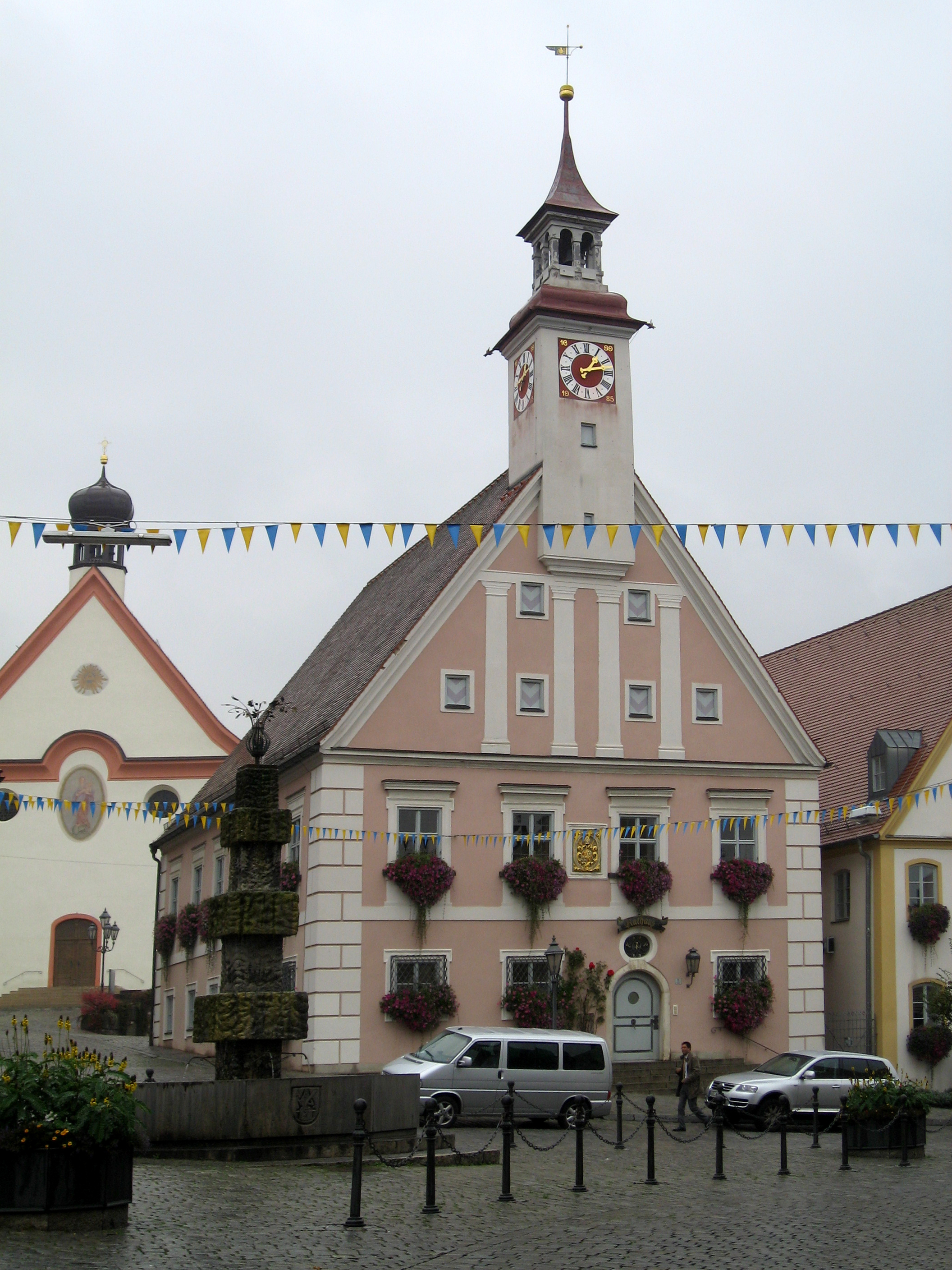
Rathaus Greding (um 1700, 1937)

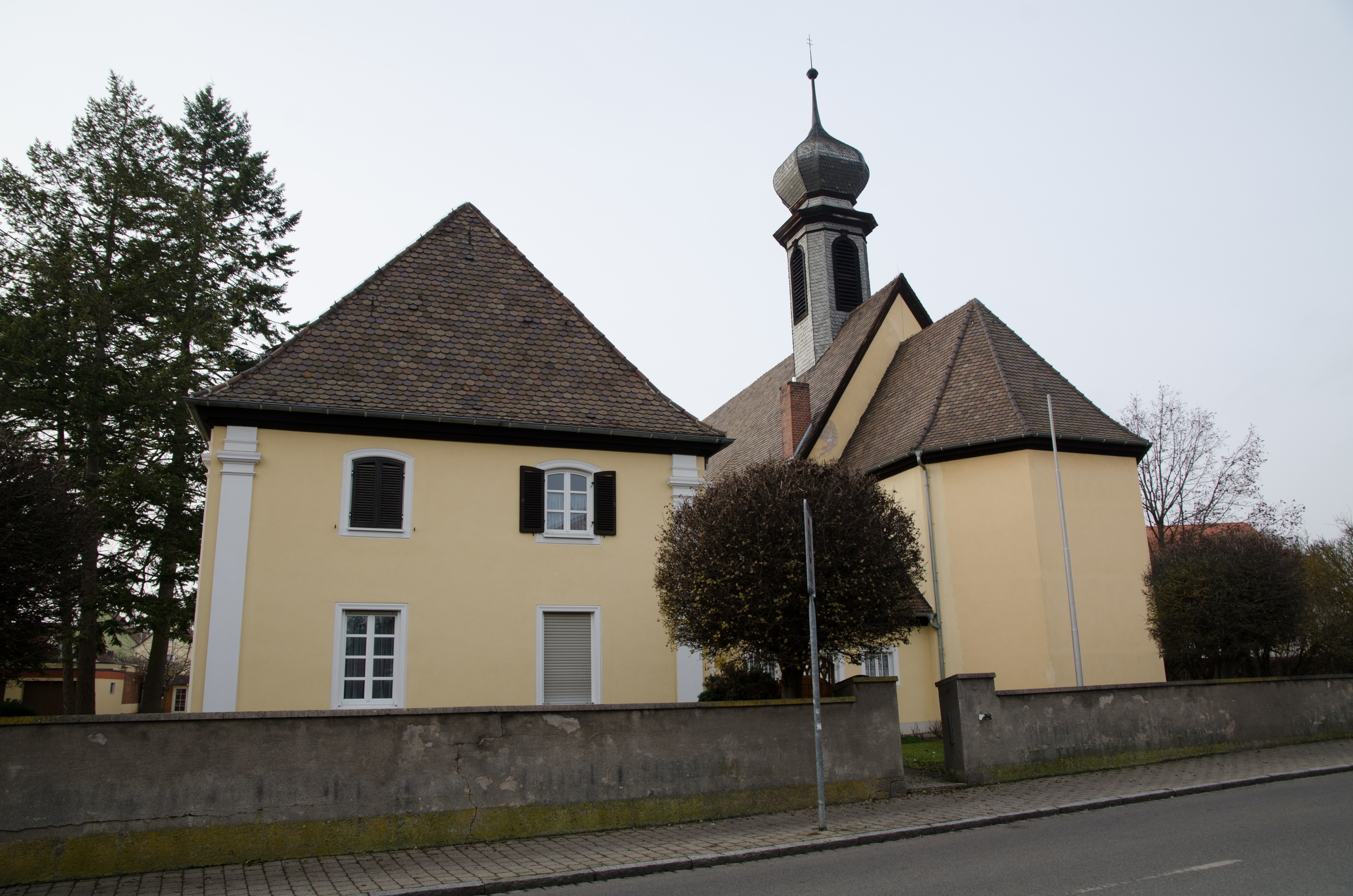
Pfarrhaus St. Bonifaz, Bad Windsheim (1939)

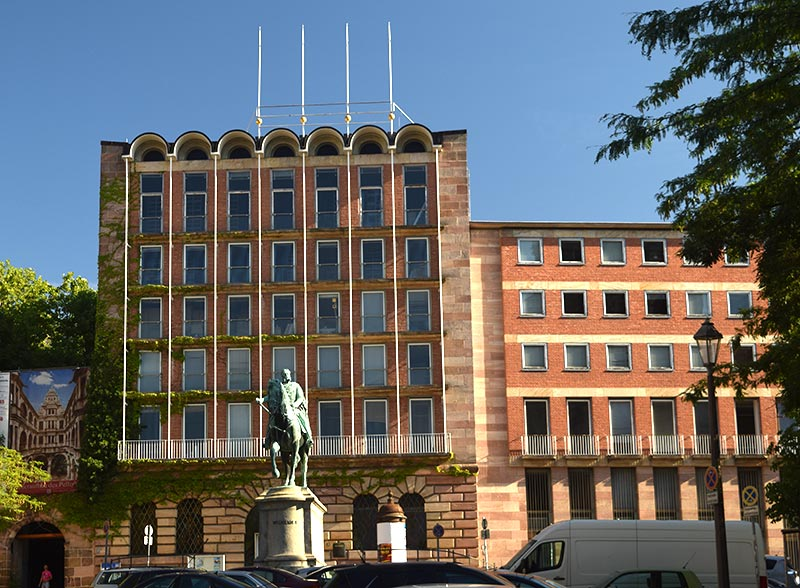
Pellerhaus (1957)

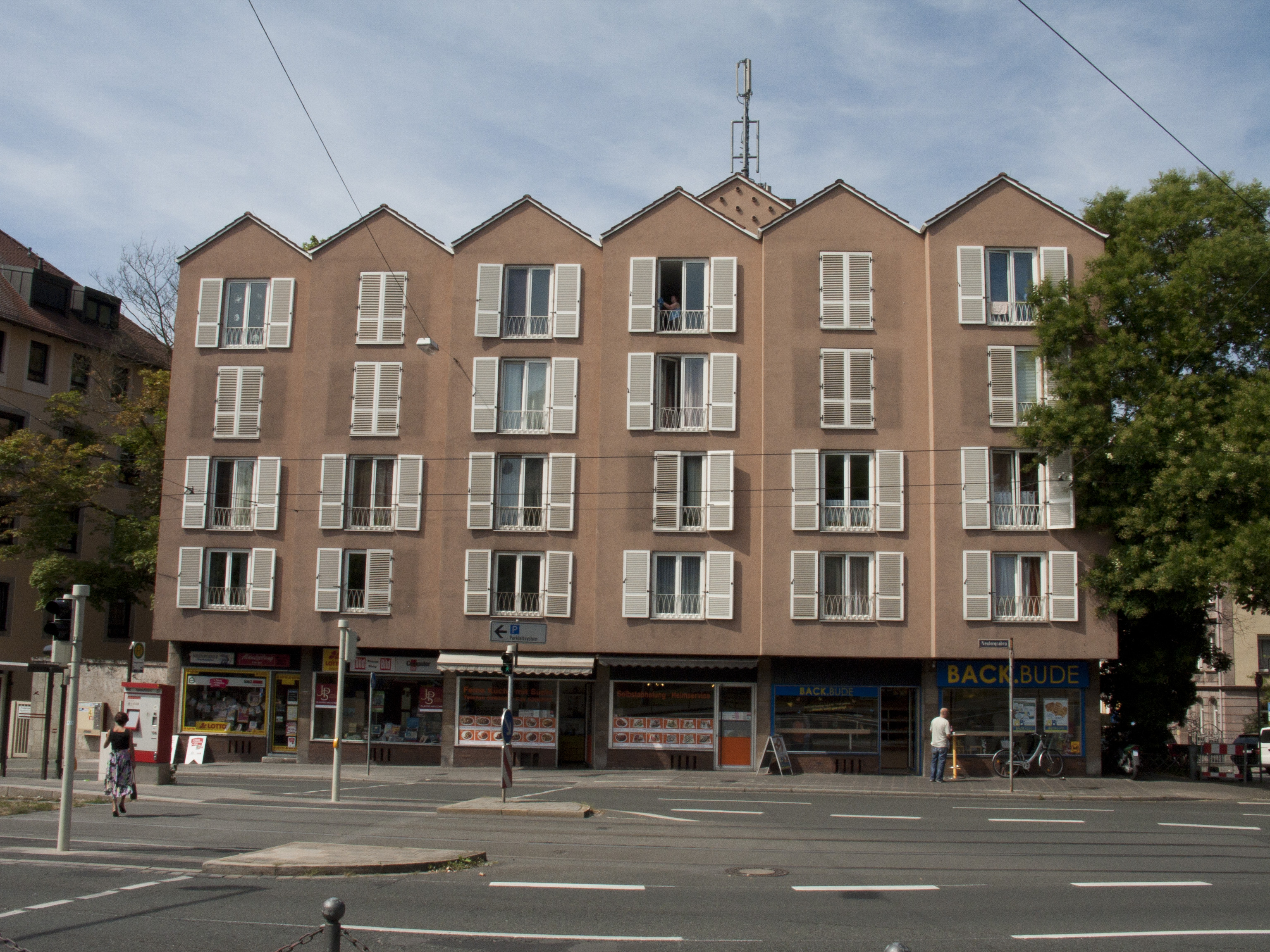
Mehrfamilienhaus Frommannstraße 1 (1958)

Fritz Mayer (* 17. April 1889 in Windsheim; † 30. November 1964 in Nürnberg) war ein deutscher Architekt und Fachschullehrer.

## Leben
Nach einer Steinmetzlehre und anschließenden Wanderjahren studierte Mayer an der Baugewerkschule Augsburg und der Bauschule des Technikums Nürnberg, 1913 bestand er die Abschlussprüfung in Nürnberg. An der Nachfolgerin der Nürnberger Bauschule, der Höheren Technischen Staatslehranstalt Nürnberg, hatte er später von 1919 bis 1924 einen Lehrauftrag.
Seit 1925 arbeitete er als freischaffender Architekt in Nürnberg. Mayer errichtete zahlreiche Kirchen und Profanbauten in Nürnberg und Umgebung. Bis auf die erste Kirche St. Anna in Haig, die er als Einraumkirche modern gestaltete, sind seine Bauten mit ihren konservativen Formen zum großen Teil dem Heimatschutzstil zuzuordnen. Als bedeutsam gilt insbesondere die Ehrenhalle Fritz Mayers für die im Ersten Weltkrieg als Soldaten getöteten Männer Nürnbergs vom Ende der 1920er Jahre im Luitpoldhain, deren neoklassizistischer Baustil Motive der Planungen für das Reichsparteitagsgelände vorwegnimmt.
In der Nachkriegszeit war Mayer maßgeblich am Wiederaufbau Nürnbergs beteiligt. Im Nachkriegs-Werk Fritz Mayers wird der Umbau des Pellerhauses als Stadtbibliothek und Archiv mit der Integration von Neubauelementen ohne Nachahmung verlorener Teile in eine Reihe mit Aufbauarbeiten von Hans Döllgast und Rudolf Schwarz gestellt. Mayer übernahm beim Pellerhaus Keller, Erdgeschoss sowie Teile des Innenhofes des Renaissancebaues und ergänzte einen stark vertikal gegliederten Archivbau mit markanten Bogenabschlüssen. Die Magazinräume des Archivs weisen dabei nur eine Raumhöhe von 2,20 m auf. Rechts daneben wurde ein komplett neuerrichteter Gebäudeteil in strengeren Formen angesetzt.
Fritz Mayers Sohn Walter Mayer (1929–1988), der an der Technischen Universität Berlin bei Peter Poelzig promovierte, lehrte seit 1972 als Professor am Fachbereich Architektur der Fachhochschule Nürnberg, die aus der Bauschule bzw. der Höheren Technischen Staatslehranstalt hervorgegangen war.

## Bauten und Projekte

### Nürnberg
- 1928: Ursprungsbau des Theresienkrankenhauses an der Mommsenstraße
- 1928–1930: Ehrenhalle im Luitpoldhain[3]
- 1934–1935: Katholische Pfarrkirche St. Sebaldus, Von-Soden-Straße 26[3]
- 1935–1936: Gästehaus der NSDAP Bahnhofstraße 5 / Gleißbühlstraße 20 (mit Woldemar Brinkmann)[3][4]
- 1935–1937: katholische Pfarrkirche Heilig Kreuz, Zirndorfer Straße 20 (erweitert 1967/1968 durch Walter Mayer)[5]
- 1936: eigenes Wohnhaus, Bothmerstraße 2[3][6][7]
- 1936: katholische Kirche St. Konrad in Schniegling, Schnieglinger Straße 292 (Wiederaufbau 1955)[5]
- 1936–1937: katholische Kirche Heilig-Kreuz in Gebersdorf[6][5][8]
- 1937: Bürgerhaus, Oedenberger Straße 34[3]
- 1939: Ensemble aus Wohn- und Atelierhaus für Hermann Gradl und Wohnhaus Welscher, Teutonenstraße 43–45[6][3]
- vor 1943: Pförtnerhaus zum Friedhof St. Jobst, Sulzbacher Straße[6]
- vor 1945: Wohnbebauung Winklerstraße
- vor 1945: Wohnhaus Neutorgraben
- vor 1945: Witwen- und Waisenkasse / Beamtenversicherung, Hauptmarkt
- nach 1945: Wiederaufbau des Egidienplatzes (mit Walter Mayer)
- 1948–1949: Wiederaufbau des Gemeindehauses der Reformations-Gedächtnis-Kirche, Berliner Platz 20[3]
- 1948–1950: Wiederaufbau des ehemaligen Franziskanerklosters St. Ludwig in Gibitzenhof, Straßburger Straße 12[5]
- 1951–1952: Rekonstruktion der Satzinger Mühle, Kirchenberg 1 (mit Walter Mayer)[3]
- 1956: Kirche St. Georg (mit Alfons Abel)[9][5]
- 1956–1957: Neubau der Stadtbibliothek, Pellerhaus (mit Walter Mayer)[3]
- 1957–1958: Wiederaufbau der evang.-luth. Reformations-Gedächtnis-Kirche, Berliner Platz 11[3][10]
- 1958: Mehrfamilienhaus, Frommannstraße 1 (mit Walter Mayer)[3]
- 1958: Spital-Apotheke an der Museumsbrücke
- 1963: Erweiterungsbau der Klinik Hallerwiese (mit Walter Mayer)

### Umgebung
- 1927–1929: katholische Filialkirche St. Anna in Haig
- 1925: Kriegerdenkmal auf dem Kapellenberg bei Burgbernheim (mit Bildhauer Herzog)
- 1933–1935: katholische Pfarrkirche St. Margaretha in Heroldsberg
- 1935–1937: Umbau des Rathauses in Greding[6][11]
- 1936–1937: Sparkasse in Neustadt an der Aisch[6]
- 1938–1939: katholische Pfarrkirche St. Bonifaz mit Pfarrhaus in Bad Windsheim, Metzgergasse 53[12]
- 1939: Pfarrhaus mit Schulsaal in Eschenbach[6]
- vor 1943: Umbau der Sparkasse in Emskirchen[6]

## Auszeichnungen
- 1958: Kulturpreis der Stadt Nürnberg